# Arturo Lanteri
Arturo Lanteri (1891 – 1975) è stato un fumettista e regista argentino pioniere del fumetto argentino del XX secolo.

## Biografia
Esordì come disegnatore per alcune riviste prima di ideare una serie di vignette "Las Aventuras del Negro Raúl" pubblicata su El Hogar nel 1916; il successo di questa portò l'editore a commissionargliene un'altra che esordì nel 1918, "Tijerita", pubblicato su Mundo Argentino. Nel 1922 ideò la serie "Don Pancho Talero", pubblicata sempre a El Hogar, che si rivelò essere il suo più grande successo; la serie era ispirata alla striscia a fumetti americana Bringing Up Father di George McManus e, oltre a essere il primo fumetto seriale argentino, venne pubblicato per oltre 20 anni, fino al 1943 e ispirò tre trasposizioni cinematografiche dirette dallo stesso autore. Nel 1924 creò un altro personaggio, "Anacleto". Morì nel 1975.

## Filmografia
- Las aventuras de Pancho Talero (1929)
- Pancho Talero en la prehistoria (1930)
- Pancho Talero en Hollywood (1931)